# Vanja Gesheva-Tsvetkova
Vanja Gesheva-Tsvetkova (Ваня Гешева-Цветкова), née le 6 avril 1960 à Brestovitsa, un village de (Rodopi), est une kayakiste bulgare, championne olympique et championne du monde de sa discipline. Elle a également été sur de nombreux podiums de la course en ligne dans les années 80.

## Palmarès

### Jeux olympiques
- Jeux olympiques de 1980 à Moscou :
  -  Médaille d'argent en K-1 500 m.
- Jeux olympiques de 1988 à Séoul :
  -  Médaille d'or en K-1 500 m.
  -  Médaille d'argent en K-2 500 m.

### Championnats du monde
- Championnats du monde de course en ligne de canoë-kayak de 1977 à Sofia :
  -  Médaille de bronze en K-2 500 m.

- Championnats du monde de course en ligne de canoë-kayak de 1978 à Belgrade :
  -  Médaille d'argent en K-4 500 m.

- Championnats du monde de course en ligne de canoë-kayak de 1983 à Tampere :
  -  Médaille d'argent en K-1 500 m.

- Championnats du monde de course en ligne de canoë-kayak de 1986 à Montréal :
  -  Médaille d'or en K-1 500 m.
  -  Médaille de bronze en K-2 500 m.